# Sydamerikanska mästerskapet i fotboll 1947
Sydamerikanska mästerskapet i fotboll 1947 spelades i Ecuador, som för första gången anordnade turneringen, med alla matcher på Estadio George Capwell i Guayaquil. Argentina vann turneringen. Brasilien drog sig ur.

## Format
Lagen spelade i en serie där alla mötte alla, där vinst gav två poäng, oavgjort en och förlust noll.

## Matcher
| Nr | Lag       | S | V | O | F | GM | IM | MS  | P  |
| -- | --------- | - | - | - | - | -- | -- | --- | -- |
| 1  | Argentina | 7 | 6 | 1 | 0 | 28 | 4  | +24 | 13 |
| 2  | Paraguay  | 7 | 5 | 1 | 1 | 16 | 11 | +5  | 11 |
| 3  | Uruguay   | 7 | 5 | 0 | 2 | 21 | 8  | +13 | 10 |
| 4  | Chile     | 7 | 4 | 1 | 2 | 14 | 13 | +1  | 9  |
| 5  | Peru      | 7 | 2 | 2 | 3 | 12 | 9  | +3  | 6  |
| 6  | Ecuador   | 7 | 0 | 3 | 4 | 3  | 17 | −14 | 3  |
| 7  | Bolivia   | 7 | 0 | 2 | 5 | 6  | 21 | −15 | 2  |
| 8  | Colombia  | 7 | 0 | 2 | 5 | 2  | 19 | −17 | 2  |

|  | 30 november 1947 | Ecuador        | 2 – 2 | Bolivia           | Estadio George Capwell                                  |                                                         |
|  |                  | Jiménez 1′ 24′ |       | Gutiérrez 26′ 44′ | Publik: 30 000 Domare: Luis Alberto Fernández (Uruguay) | Publik: 30 000 Domare: Luis Alberto Fernández (Uruguay) |
|  |                  |                |       |                   | Publik: 30 000 Domare: Luis Alberto Fernández (Uruguay) | Publik: 30 000 Domare: Luis Alberto Fernández (Uruguay) |
|  |                  |                |       |                   | Publik: 30 000 Domare: Luis Alberto Fernández (Uruguay) | Publik: 30 000 Domare: Luis Alberto Fernández (Uruguay) |

|  | 2 december 1947 | Uruguay               | 2 – 0 | Colombia | Estadio George Capwell                               |                                                      |
|  |                 | Falero 26′ Britos 61′ |       |          | Publik: 20 000 Domare: Juan José Álvarez (Argentina) | Publik: 20 000 Domare: Juan José Álvarez (Argentina) |
|  |                 |                       |       |          | Publik: 20 000 Domare: Juan José Álvarez (Argentina) | Publik: 20 000 Domare: Juan José Álvarez (Argentina) |
|  |                 |                       |       |          | Publik: 20 000 Domare: Juan José Álvarez (Argentina) | Publik: 20 000 Domare: Juan José Álvarez (Argentina) |

|  | 2 december 1947 | Argentina                                             | 6 – 0 | Paraguay | Estadio George Capwell                                |                                                       |
|  |                 | Moreno 10′ Loustau 22′ Pontoni 40′ 50′ 82′ Méndez 87′ |       |          | Publik: 20 000 Domare: Víctor Francisco Rivas (Chile) | Publik: 20 000 Domare: Víctor Francisco Rivas (Chile) |
|  |                 |                                                       |       |          | Publik: 20 000 Domare: Víctor Francisco Rivas (Chile) | Publik: 20 000 Domare: Víctor Francisco Rivas (Chile) |
|  |                 |                                                       |       |          | Publik: 20 000 Domare: Víctor Francisco Rivas (Chile) | Publik: 20 000 Domare: Víctor Francisco Rivas (Chile) |

|  | 4 december 1947 | Argentina                                                         | 7 – 0 | Bolivia | Estadio George Capwell                                 |                                                        |
|  |                 | Méndez 3′ 44′ Pontoni 22′ Loustau 56′ Boyé 58′ 76′ Di Stéfano 62′ |       |         | Publik: 20 000 Domare: Federico Muñoz Medina (Ecuador) | Publik: 20 000 Domare: Federico Muñoz Medina (Ecuador) |
|  |                 |                                                                   |       |         | Publik: 20 000 Domare: Federico Muñoz Medina (Ecuador) | Publik: 20 000 Domare: Federico Muñoz Medina (Ecuador) |
|  |                 |                                                                   |       |         | Publik: 20 000 Domare: Federico Muñoz Medina (Ecuador) | Publik: 20 000 Domare: Federico Muñoz Medina (Ecuador) |

|  | 4 december 1947 | Colombia | 0 – 0 | Ecuador | Estadio George Capwell                             |  |
|  |                 |          |       |         | Publik: 30 000 Domare: Mario Rubén Hayn (Paraguay) |  |
|  |                 |          |       |         |                                                    |  |
|  |                 |          |       |         |                                                    |  |

|  | 6 december 1947 | Peru                      | 2 – 2 | Paraguay               | Estadio George Capwell                                  |                                                         |
|  |                 | Castillo 17′ Mosquera 63′ |       | Villalba 38′ Marín 74′ | Publik: 20 000 Domare: Luis Alberto Fernández (Uruguay) | Publik: 20 000 Domare: Luis Alberto Fernández (Uruguay) |
|  |                 |                           |       |                        | Publik: 20 000 Domare: Luis Alberto Fernández (Uruguay) | Publik: 20 000 Domare: Luis Alberto Fernández (Uruguay) |
|  |                 |                           |       |                        | Publik: 20 000 Domare: Luis Alberto Fernández (Uruguay) | Publik: 20 000 Domare: Luis Alberto Fernández (Uruguay) |

|  | 6 december 1947 | Uruguay                                               | 6 – 0 | Chile | Estadio George Capwell                               |                                                      |
|  |                 | Sarro 3′ Falero 39′ 42′ Gambetta 68′ Magliano 88′ 89′ |       |       | Publik: 20 000 Domare: Juan José Álvarez (Argentina) | Publik: 20 000 Domare: Juan José Álvarez (Argentina) |
|  |                 |                                                       |       |       | Publik: 20 000 Domare: Juan José Álvarez (Argentina) | Publik: 20 000 Domare: Juan José Álvarez (Argentina) |
|  |                 |                                                       |       |       | Publik: 20 000 Domare: Juan José Álvarez (Argentina) | Publik: 20 000 Domare: Juan José Álvarez (Argentina) |

|  | 9 december 1947 | Chile                   | 2 – 1 | Peru      | Estadio George Capwell                               |                                                      |
|  |                 | Varela 25′ Busquets 71′ |       | López 72′ | Publik: 15 000 Domare: Juan José Álvarez (Argentina) | Publik: 15 000 Domare: Juan José Álvarez (Argentina) |
|  |                 |                         |       |           | Publik: 15 000 Domare: Juan José Álvarez (Argentina) | Publik: 15 000 Domare: Juan José Álvarez (Argentina) |
|  |                 |                         |       |           | Publik: 15 000 Domare: Juan José Álvarez (Argentina) | Publik: 15 000 Domare: Juan José Álvarez (Argentina) |

|  | 9 december 1947 | Uruguay                    | 3 – 0 | Bolivia | Estadio George Capwell                             |                                                    |
|  |                 | Magliano 9′ Falero 50′ 79′ |       |         | Publik: 15 000 Domare: Mario Rubén Heyn (Paraguay) | Publik: 15 000 Domare: Mario Rubén Heyn (Paraguay) |
|  |                 |                            |       |         | Publik: 15 000 Domare: Mario Rubén Heyn (Paraguay) | Publik: 15 000 Domare: Mario Rubén Heyn (Paraguay) |
|  |                 |                            |       |         | Publik: 15 000 Domare: Mario Rubén Heyn (Paraguay) | Publik: 15 000 Domare: Mario Rubén Heyn (Paraguay) |

|  | 11 december 1947 | Chile                      | 3 – 0 | Ecuador | Estadio George Capwell                               |                                                      |
|  |                  | Peñaloza 51′ López 62′ 72′ |       |         | Publik: 22 000 Domare: Juan José Álvarez (Argentina) | Publik: 22 000 Domare: Juan José Álvarez (Argentina) |
|  |                  |                            |       |         | Publik: 22 000 Domare: Juan José Álvarez (Argentina) | Publik: 22 000 Domare: Juan José Álvarez (Argentina) |
|  |                  |                            |       |         | Publik: 22 000 Domare: Juan José Álvarez (Argentina) | Publik: 22 000 Domare: Juan José Álvarez (Argentina) |

|  | 11 december 1947 | Argentina                          | 3 – 2 | Peru                        | Estadio George Capwell                                  |                                                         |
|  |                  | Moreno 41′ Di Stefano 55′ Boyé 56′ |       | Gómez Sánchez 25′ López 65′ | Publik: 22 000 Domare: Luis Alberto Fernández (Uruguay) | Publik: 22 000 Domare: Luis Alberto Fernández (Uruguay) |
|  |                  |                                    |       |                             | Publik: 22 000 Domare: Luis Alberto Fernández (Uruguay) | Publik: 22 000 Domare: Luis Alberto Fernández (Uruguay) |
|  |                  |                                    |       |                             | Publik: 22 000 Domare: Luis Alberto Fernández (Uruguay) | Publik: 22 000 Domare: Luis Alberto Fernández (Uruguay) |

|  | 13 december 1947 | Colombia | 0 – 0 | Bolivia | Estadio George Capwell                                  |  |
|  |                  |          |       |         | Publik: 18 000 Domare: Luis Alberto Fernández (Uruguay) |  |
|  |                  |          |       |         |                                                         |  |
|  |                  |          |       |         |                                                         |  |

|  | 13 december 1947 | Paraguay                             | 4 – 2 | Uruguay                | Estadio George Capwell                               |                                                      |
|  |                  | Genés 52′ 79′ Marín 76′ Villalba 89′ |       | Magliano 3′ Britos 47′ | Publik: 18 000 Domare: Juan José Álvarez (Argentina) | Publik: 18 000 Domare: Juan José Álvarez (Argentina) |
|  |                  |                                      |       |                        | Publik: 18 000 Domare: Juan José Álvarez (Argentina) | Publik: 18 000 Domare: Juan José Álvarez (Argentina) |
|  |                  |                                      |       |                        | Publik: 18 000 Domare: Juan José Álvarez (Argentina) | Publik: 18 000 Domare: Juan José Álvarez (Argentina) |

|  | 16 december 1947 | Uruguay                                            | 6 – 1 | Ecuador     | Estadio George Capwell                                |                                                       |
|  |                  | Falero 19′ 21′ Puente 24′ 88′ García 28′ Sarro 35′ |       | Garnica 51′ | Publik: 30 000 Domare: Victor Francisco Rivas (Chile) | Publik: 30 000 Domare: Victor Francisco Rivas (Chile) |
|  |                  |                                                    |       |             | Publik: 30 000 Domare: Victor Francisco Rivas (Chile) | Publik: 30 000 Domare: Victor Francisco Rivas (Chile) |
|  |                  |                                                    |       |             | Publik: 30 000 Domare: Victor Francisco Rivas (Chile) | Publik: 30 000 Domare: Victor Francisco Rivas (Chile) |

|  | 16 december 1947 | Argentina      | 1 – 1 | Chile     | Estadio George Capwell                                  |                                                         |
|  |                  | Di Stefano 12′ |       | Riera 37′ | Publik: 30 000 Domare: Luis Alberto Fernández (Uruguay) | Publik: 30 000 Domare: Luis Alberto Fernández (Uruguay) |
|  |                  |                |       |           | Publik: 30 000 Domare: Luis Alberto Fernández (Uruguay) | Publik: 30 000 Domare: Luis Alberto Fernández (Uruguay) |
|  |                  |                |       |           | Publik: 30 000 Domare: Luis Alberto Fernández (Uruguay) | Publik: 30 000 Domare: Luis Alberto Fernández (Uruguay) |

|  | 18 december 1947 | Paraguay                      | 3 – 1 | Bolivia      | Estadio George Capwell                             |                                                    |
|  |                  | Marín 5′ Genés 20′ Ávalos 25′ |       | González 71′ | Publik: 12 000 Domare: Juan José Álvarez (Uruguay) | Publik: 12 000 Domare: Juan José Álvarez (Uruguay) |
|  |                  |                               |       |              | Publik: 12 000 Domare: Juan José Álvarez (Uruguay) | Publik: 12 000 Domare: Juan José Álvarez (Uruguay) |
|  |                  |                               |       |              | Publik: 12 000 Domare: Juan José Álvarez (Uruguay) | Publik: 12 000 Domare: Juan José Álvarez (Uruguay) |

|  | 18 december 1947 | Argentina                                                | 6 – 0 | Colombia | Estadio George Capwell                           |                                                  |
|  |                  | Fernández 7′ Di Stefano 30′ 62′ 75′ Boyé 38′ Loustau 55′ |       |          | Publik: 12 000 Domare: Alfredo Álvarez (Bolivia) | Publik: 12 000 Domare: Alfredo Álvarez (Bolivia) |
|  |                  |                                                          |       |          | Publik: 12 000 Domare: Alfredo Álvarez (Bolivia) | Publik: 12 000 Domare: Alfredo Álvarez (Bolivia) |
|  |                  |                                                          |       |          | Publik: 12 000 Domare: Alfredo Álvarez (Bolivia) | Publik: 12 000 Domare: Alfredo Álvarez (Bolivia) |

|  | 20 december 1947 | Peru | 0 – 0 | Ecuador | Estadio George Capwell                             |  |
|  |                  |      |       |         | Publik: 20 000 Domare: Mario Rubén Hayn (Paraguay) |  |
|  |                  |      |       |         |                                                    |  |
|  |                  |      |       |         |                                                    |  |

|  | 20 december 1947 | Paraguay | 2 – 0 | Colombia | Estadio George Capwell                                 |                                                        |
|  |                  | Villalba |       |          | Publik: 20 000 Domare: Federico Muñoz Medina (Ecuador) | Publik: 20 000 Domare: Federico Muñoz Medina (Ecuador) |
|  |                  |          |       |          | Publik: 20 000 Domare: Federico Muñoz Medina (Ecuador) | Publik: 20 000 Domare: Federico Muñoz Medina (Ecuador) |
|  |                  |          |       |          | Publik: 20 000 Domare: Federico Muñoz Medina (Ecuador) | Publik: 20 000 Domare: Federico Muñoz Medina (Ecuador) |

|  | 23 december 1947 | Peru                                             | 5 – 1 | Colombia   | Estadio George Capwell                                |                                                       |
|  |                  | Mosquera 3′ Guzmán 53′ 79′ Gómez Sánchez 67′ 81′ |       | Arango 48′ | Publik: 5 000 Domare: Federico Muñoz Medina (Ecuador) | Publik: 5 000 Domare: Federico Muñoz Medina (Ecuador) |
|  |                  |                                                  |       |            | Publik: 5 000 Domare: Federico Muñoz Medina (Ecuador) | Publik: 5 000 Domare: Federico Muñoz Medina (Ecuador) |
|  |                  |                                                  |       |            | Publik: 5 000 Domare: Federico Muñoz Medina (Ecuador) | Publik: 5 000 Domare: Federico Muñoz Medina (Ecuador) |

|  | 23 december 1947 | Paraguay     | 1 – 0 | Chile | Estadio George Capwell                              |                                                     |
|  |                  | Villalba 60′ |       |       | Publik: 5 000 Domare: Juan José Álvarez (Argentina) | Publik: 5 000 Domare: Juan José Álvarez (Argentina) |
|  |                  |              |       |       | Publik: 5 000 Domare: Juan José Álvarez (Argentina) | Publik: 5 000 Domare: Juan José Álvarez (Argentina) |
|  |                  |              |       |       | Publik: 5 000 Domare: Juan José Álvarez (Argentina) | Publik: 5 000 Domare: Juan José Álvarez (Argentina) |

|  | 25 december 1947 | Argentina             | 2 – 0 | Ecuador | Estadio George Capwell                           |                                                  |
|  |                  | Moreno 30′ Méndez 72′ |       |         | Publik: 25 000 Domare: Alfredo Álvarez (Bolivia) | Publik: 25 000 Domare: Alfredo Álvarez (Bolivia) |
|  |                  |                       |       |         | Publik: 25 000 Domare: Alfredo Álvarez (Bolivia) | Publik: 25 000 Domare: Alfredo Álvarez (Bolivia) |
|  |                  |                       |       |         | Publik: 25 000 Domare: Alfredo Álvarez (Bolivia) | Publik: 25 000 Domare: Alfredo Álvarez (Bolivia) |

|  | 26 december 1947 | Uruguay    | 1 – 0 | Peru | Estadio George Capwell                               |                                                      |
|  |                  | Falero 74′ |       |      | Publik: 6 000 Domare: Victor Francisco Rojas (Chile) | Publik: 6 000 Domare: Victor Francisco Rojas (Chile) |
|  |                  |            |       |      | Publik: 6 000 Domare: Victor Francisco Rojas (Chile) | Publik: 6 000 Domare: Victor Francisco Rojas (Chile) |
|  |                  |            |       |      | Publik: 6 000 Domare: Victor Francisco Rojas (Chile) | Publik: 6 000 Domare: Victor Francisco Rojas (Chile) |

|  | 27 december 1947 | Bolivia | 0 – 2 | Peru                    | Estadio George Capwell                            |                                                   |
|  |                  |         |       | Castillo 73′ Guzmán 82′ | Publik: 5 000 Domare: Mario Rubén Hayn (Paraguay) | Publik: 5 000 Domare: Mario Rubén Hayn (Paraguay) |
|  |                  |         |       |                         | Publik: 5 000 Domare: Mario Rubén Hayn (Paraguay) | Publik: 5 000 Domare: Mario Rubén Hayn (Paraguay) |
|  |                  |         |       |                         | Publik: 5 000 Domare: Mario Rubén Hayn (Paraguay) | Publik: 5 000 Domare: Mario Rubén Hayn (Paraguay) |

|  | 28 december 1947 | Argentina                  | 3 – 1 | Uruguay    | Estadio George Capwell                             |                                                    |
|  |                  | Méndez 30′ 46′ Loustau 85′ |       | Britos 74′ | Publik: 25 000 Domare: Mario Rubén Hayn (Paraguay) | Publik: 25 000 Domare: Mario Rubén Hayn (Paraguay) |
|  |                  |                            |       |            | Publik: 25 000 Domare: Mario Rubén Hayn (Paraguay) | Publik: 25 000 Domare: Mario Rubén Hayn (Paraguay) |
|  |                  |                            |       |            | Publik: 25 000 Domare: Mario Rubén Hayn (Paraguay) | Publik: 25 000 Domare: Mario Rubén Hayn (Paraguay) |

|  | 29 december 1947 | Paraguay    | 4 – 0 | Ecuador | Estadio George Capwell                                 |                                                        |
|  |                  | Marín Genés |       |         | Publik: 5 000 Domare: Luis Alberto Fernández (Uruguay) | Publik: 5 000 Domare: Luis Alberto Fernández (Uruguay) |
|  |                  |             |       |         | Publik: 5 000 Domare: Luis Alberto Fernández (Uruguay) | Publik: 5 000 Domare: Luis Alberto Fernández (Uruguay) |
|  |                  |             |       |         | Publik: 5 000 Domare: Luis Alberto Fernández (Uruguay) | Publik: 5 000 Domare: Luis Alberto Fernández (Uruguay) |

|  | 29 december 1947 | Chile                             | 4 – 1 | Colombia     | Estadio George Capwell                              |                                                     |
|  |                  | Prieto 28′ Sáez 75′ 88′ Riera 78′ |       | Granados 90′ | Publik: 5 000 Domare: Juan José Álvarez (Argentina) | Publik: 5 000 Domare: Juan José Álvarez (Argentina) |
|  |                  |                                   |       |              | Publik: 5 000 Domare: Juan José Álvarez (Argentina) | Publik: 5 000 Domare: Juan José Álvarez (Argentina) |
|  |                  |                                   |       |              | Publik: 5 000 Domare: Juan José Álvarez (Argentina) | Publik: 5 000 Domare: Juan José Álvarez (Argentina) |

|  | 31 december 1947 | Chile                                           | 4 – 3 | Bolivia                        | Estadio George Capwell                                |                                                       |
|  |                  | Aráoz 30′ (sjm.) Sáez 44′ Infante 50′ López 63′ |       | Tapia 77′ Tardío 84′ Orgaz 88′ | Publik: 5 000 Domare: Federico Muñoz Medina (Ecuador) | Publik: 5 000 Domare: Federico Muñoz Medina (Ecuador) |
|  |                  |                                                 |       |                                | Publik: 5 000 Domare: Federico Muñoz Medina (Ecuador) | Publik: 5 000 Domare: Federico Muñoz Medina (Ecuador) |
|  |                  |                                                 |       |                                | Publik: 5 000 Domare: Federico Muñoz Medina (Ecuador) | Publik: 5 000 Domare: Federico Muñoz Medina (Ecuador) |